# Maimará
Maimará – miasto w Argentynie, w prowincji Jujuy, w departamencie Tilcara.
Według danych szacunkowych na rok 2010 miejscowość liczyła 3 353 mieszkańców.